# Marino Turchi
Marino Turchi (Gessopalena, 31 maggio 1808 – Napoli, 3 marzo 1890) è stato un patriota, scienziato e filantropo italiano.

## Biografia
Nel 1832 si laureò all'Università di Napoli, allievo di Luigi Sementini. Fu medico igienista di fama.
Il 18 aprile 1848 venne eletto deputato liberale dell'Abruzzo Citra al Parlamento delle Province Napoletane. Fu uno dei deputati firmatari della protesta contro Ferdinando II, che, dopo aver concesso la costituzione, aveva ordinato la sospensione del Parlamento appena eletto. Per le sue idee politiche fu vittima di persecuzioni da parte del governo borbonico. 
Nel 1860, con l'ingresso in Napoli di Garibaldi, divenne uno fra i 30 decurioni della città. Garibaldi stesso lo nominò professore di Igiene all'Università. 
Dall 1861 fu membro, insieme a Salvatore De Renzi della Commissione municipale d'igiene di Napoli e propugnò tutte le iniziative umanitarie per migliorare le condizioni di vita del popolo napoletano in miseria.
A tal fine fondò l'Associazione Filantropica Napoletana, di cui fu anche presidente, che affrontò il problema dell'insalubrità delle industrie e delle abitazioni a Napoli. Si impegnò come scienziato e filantropo a redigere progetti per la costruzione di case salubri, per migliorare le condizioni igieniche della Città, per far varare provvedimenti di bonifica.
Fu Preside della Facoltà medico-chirurgica e dal 1879 al 1881 fu Rettore dell'Università di Napoli. 
Tra le sue pubblicazioni sono da citare i trattati “Igiene pubblica a Napoli” (1861-1862), “Italia igienica” (1877) e “Elementi di igiene” (1883-88).
Il comune di Gessopalena gli ha intitolato il piazzale maggiore del paese, precedentemente Piazza Roma.
A Napoli vi è una strada intitolata a lui proprio nella zona prospiciente il lungomare, nel quartiere Chiaia, in memoria del suo lavoro da medico e politico per il risanamento delle condizioni igieniche della città prima che scoppiasse la tragica epidemia di colera del 1884.

## Opere
- Turchi, Marino

Consigli per viver sano felice e lungamente per preservarsi dal colera e per guarirne: istruzione popolare, esposta in nove lettere in risposta al Senatore Tommasi -
Napoli: tip. dell'Accademia Reale delle Scienze, 1884
- Turchi, Marino

Regolamento per le commessioni igieniche e organizzazione de' medici municipali: per le visite preventive in caso di epidemia, specialmente di colera -
1865
- Turchi, Marino

Sulle acque e sulle cloache della città di Napoli -
Napoli: Stabilimento tipografico Banchi-nuovi, 1865
- Turchi, Marino

Cenno storico: Statuto e Real Decreto d'approvazione dell'associazione Filantropica Napolitana -
Napoli: Stabilimento tipografico Banchi-nuovi, 1865
- Turchi, Marino

Sulla igiene pubblica della città di Napoli: osservazioni e proposte - 
Napoli: Fratelli Morano, 1862
- Turchi, Marino

Della Italia igienica e principalmente della pretesa degenerazione della razza latina: discorso inaugurale per la riapertura degli Studj dell'Universitá di Napoli l'anno 1876-77 – 
Napoli: R. Accademia delle scienze fisiche e matematiche, 1877
- Turchi, Marino

Sulla Associazione Filantropica Napoletana: per migliorare merce nuove abitazioni la sorte degli operai, dei poveri, dei poco agiati della città di Napoli - 
Napoli: Stamp. Del Vaglio, 1861
- Turchi, Marino

Compendio di igiene pubblica -
Napoli: presso D. Cesareo